# Salofa Colles
I Salofa Colles sono una struttura geologica della superficie di Venere.